# Sula (přítok Dněpru)
Sula (ukrajinsky Сула) je řeka na Ukrajině. Teče v Sumské a Poltavské oblasti a při ústí na hranici s Čerkaskou oblastí. Je 363 km dlouhá. Povodí má rozlohu 18 500 km².

## Průběh toku
Pramení na jihozápadních svazích Středoruské vysočiny, teče Podněprskou nížinou a ústí do Kremenčucké přehradní nádrže jako levý přítok Dněpru.

### Přítoky
- zprava – Udaj

## Vodní režim
Zdroj vody je převážně sněhový. Průměrný průtok ve vzdálenosti 106 km od ústí je 29 m³/s. Zamrzá v listopadu až prosinci a některé roky (1952) až v březnu a rozmrzá v březnu až v první polovině dubna.

## Využití
Na dolním toku je splavná. Leží na ní města Romny a Lubny.